# Anna Frolova
Anna Sergejevna Frolova (Russisch: Анна Сергеевна Фролова) (Moskou, 7 augustus 2005) is een Russisch kunstschaatsster. Op de Olympische Jeugdwinterspelen van 2020 won ze de bronzen medaille.

## Biografie
Anna Frolova begon in 2010 met kunstschaatsen. In september 2019 debuteerde ze op internationaal niveau bij de junioren. In 2020 nam Frolova deel aan de Olympische Jeugdwinterspelen, waar ze de bronzen medaille behaalde, achter haar landgenoot Ksenia Sinitsyna. In het gemengde team behaalde ze de zevende plaats.

## Persoonlijke records
Behaald tijdens ISU-wedstrijden. 
|                     | punten | toernooi                          |
| ------------------- | ------ | --------------------------------- |
| Hoogste totaalscore | 187.72 | 2020 Olympische Jeugdwinterspelen |
| Hoogste korte kür   | 069.07 | 2020 Olympische Jeugdwinterspelen |
| Hoogste lange kür   | 126.00 | 2020 Olympische Jeugdwinterspelen |

## Belangrijke resultaten
| Kampioenschap           | 18/19 | 19/20       | 20/21 | 21/22         | 22/23         | 23/24         | 24/25         |
| ----------------------- | ----- | ----------- | ----- | ------------- | ------------- | ------------- | ------------- |
| Nationaal kampioenschap |       | 6e          | 11e   |               | 12e           | 4e            | 6e            |
| Olympische Jeugdspelen  |       | · 7e (team) |       | geen deelname | geen deelname | geen deelname | geen deelname |
| NK junioren             | 9e    | 8e          | 6e    | geen deelname | geen deelname | geen deelname | geen deelname |